# Medaljfördelning vid olympiska vinterspelen 1976
Detta är medaljfördelningen vid olympiska vinterspelen 1976 som hölls i Innsbruck, Österrike.

## Tabellen
Ländernas placering i listan avgörs av:
1. Antal guldmedaljer.
2. Antal silvermedaljer.
3. Antal bronsmedaljer.
4. Bokstavsordning (förändrar dock inte landets ranking).

Det här systemet används av IOC, IAAF och BBC.

      Värdnation (Österrike)
| Pl. | Nation          | Guld | Silver | Brons | Totalt |
| --- | --------------- | ---- | ------ | ----- | ------ |
| 1   | Sovjetunionen   | 13   | 6      | 8     | 27     |
| 2   | Östtyskland     | 7    | 5      | 7     | 19     |
| 3   | USA             | 3    | 3      | 4     | 10     |
| 4   | Norge           | 3    | 3      | 1     | 7      |
| 5   | Västtyskland    | 2    | 5      | 3     | 10     |
| 6   | Finland         | 2    | 4      | 1     | 7      |
| 7   | Österrike       | 2    | 2      | 2     | 6      |
| 8   | Schweiz         | 1    | 3      | 1     | 5      |
| 9   | Nederländerna   | 1    | 2      | 3     | 6      |
| 10  | Italien         | 1    | 2      | 1     | 4      |
| 11  | Kanada          | 1    | 1      | 1     | 3      |
| 12  | Storbritannien  | 1    | -      | -     | 1      |
| 13  | Tjeckoslovakien | -    | 1      | -     | 1      |
| 14  | Sverige         | -    | -      | 2     | 2      |
|     | Liechtenstein   | -    | -      | 2     | 2      |
| 16  | Frankrike       | -    | -      | 1     | 1      |